# Stjärnsmäll på Liseberg
Stjärnsmäll på Liseberg. Underhållningsserie i sex avsnitt som sändes i TV 2 sommaren 1992.
Underhållaren Stefan Ljungqvist var programvärd för denna sommarunderhållning från Restaurang Tyrolen på Liseberg i Göteborg.
Musikinslag varvades med reportage från nöjesfältet. I varje program provåkte Ljungqvist någon av Lisebergs många åkattraktioner.
Många kända artister framträdde i serien bl.a. Lars Lönndahl, Johnny Logan, Pernilla Wahlgren, Lars Bethke, Celine Dion, Tommy Körberg, Susanne Alfvengren, Stefan & Krister, Meta Roos, Tommy Juth och Putte Wickman. Laila Westersund var publikvärdinna och allsångsledare i varje program.